# FC Olt Scornicești
FC Olt Scornicești was een Roemeense voetbalclub uit Scornicești. De club speelde in de jaren 80 in de hoogste klasse.

## Geschiedenis
De club werd in 1972 opgericht als Viitorul Scornicești in de geboortestad van Nicolae Ceaușescu. De club werd door zijn neef geleid. De club klom al snel naar de hogere klassen en in 1978 speelde de club om promotie naar de Divizia B (tweede klasse). Na een twijfelachtige 18-0-overwinning op buur Electrodul Slatina promoveerde de club naar de Divizia B door een beter doelsaldo dan Flacăra-Automecanica Moreni. Het volgende seizoen werd de club kampioen en promoveerde door naar de hoogste klasse. Nadat de club in 1978 de naam FC Scornicești had aangenomen namen ze in 1980 de naam FC Olt Scornicești aan. 
Het eerste seizoen bij de elite was een strijd tegen de degradatie, maar de club kon net één puntje meer halen dan de uiteindelijke degradant. Het volgende seizoen deed de club het al beter en werd in 1981/82 vierde, met evenveel punten als het als derde geplaatste Corvinul Hunedoara, dat echter een beter doelsaldo had. Na twee seizoenen middenmoot moest de club opnieuw tegen de degradatie vechten. In 1986/87 ging het dan weer beter met een zevende plaats. Het volgende seizoen eindigde de club net boven de degradatiezone, maar herpakte zich dan weer.
Tijdens het seizoen 1989/90 werd het communistische regime in Roemenië omver geworpen. FC Olt, dat politiek gesteund werd door dictator Ceaușescu, en politieclub Victoria Boekarest werden na de winterstop uit de competitie gezet wegens onregelmatigheden. Alle clubs kregen voor de terugwedstrijd een 3-0-overwinning toegekend. In januari 1990 werd de club ontbonden.

## Bekende spelers
- Ilie Balaci
- Ilie Bărbulescu
- Adrian Bumbescu
- Ilie Dumitrescu
- Gheorghe Mihali
- Dorinel Munteanu
- Dan Petrescu
- Victor Pițurcă
- Dumitru Stângaciu